# Elecciones a la Cámara de Representantes de los Estados Unidos de 2010 en Carolina del Norte
Las elecciones a la Cámara de Representantes de los Estados Unidos de 2010 en Carolina del Norte fueron unas elecciones que se hicieron el 2 de noviembre de 2010 para escoger a los 13 Representantes por el estado de Carolina del Norte. De los 13 distritos congresionales en juego, 7 lo ganaron los Demócratas y 6 los Republicanos.